# Vriesea vellozicola
Vriesea vellozicola là một loài thuộc chi Vriesea. Đây là loài đặc hữu của Brasil.